# Siphiwe Tshabalala
Lawrence Siphiwe Tshabalala (ur. 25 września 1984 w Soweto) – południowoafrykański piłkarz grający na pozycji lewego pomocnika.

## Kariera klubowa
Karierę piłkarską Tshabalala rozpoczął w klubie Alexandra United i w sezonie 2003/2004 zadebiutował w Mvela League, czyli odpowiedniku drugiej ligi, jednak spadł z nią do trzeciej ligi. Po zakończeniu sezonu odszedł do Free State Stars z miasta Bethlehem. W 2005 roku awansował z nim do Premier Soccer League (odpowiedniku I ligi), jednak w najwyższej klasie rozgrywkowej w kraju grał rok i w 2006 roku zespół powrócił do Mvela League. We Free State Stars Tshabalala grał także w sezonie 2006/2007.
Latem 2007 Tshabalala przeszedł do pierwszoligowego Kaizer Chiefs z Johannesburga, w którym stał się podstawowym zawodnikiem. W tym samym roku zdobył Telkom Knockout Cup, a rok później triumfował z Kaizer Chiefs w rozgrywkach MTN 8 Cup. W sezonie 2008/2009 zajął ze swom klubem 3. miejsce w lidze za Supersport United i Orlando Pirates. Po wieloletniej przygodzie z Kaizer Chiefs Tshabalala w sierpniu 2018 zmienił barwy na klub BB Erzurumspor, który występuje w tureckiej Süper Lig.
| Sezon   | Klub             | Kraj              | Rozgrywki             | Mecze | Bramki |
| ------- | ---------------- | ----------------- | --------------------- | ----- | ------ |
| 2003/04 | Alexandra United | Południowa Afryka | Mvela League          | 26    | 7      |
| 2004/05 | Free State Stars | Południowa Afryka | Mvela League          | 29    | 3      |
| 2005/06 | Free State Stars | Południowa Afryka | Premier Soccer League | 20    | 6      |
| 2006/07 | Free State Stars | Południowa Afryka | Mvela League          | 15    | 4      |
| 2007/08 | Kaizer Chiefs    | Południowa Afryka | Premier Soccer League | 24    | 2      |
| 2008/09 | Kaizer Chiefs    | Południowa Afryka | Premier Soccer League | 29    | 6      |
| 2009/10 | Kaizer Chiefs    | Południowa Afryka | Premier Soccer League | 26    | 6      |
| 2010/11 | Kaizer Chiefs    | Południowa Afryka | Premier Soccer League | 24    | 8      |
| 2011/12 | Kaizer Chiefs    | Południowa Afryka | Premier Soccer League | 31    | 4      |
| 2012/13 | Kaizer Chiefs    | Południowa Afryka | Premier Soccer League | 30    | 4      |
| 2013/14 | Kaizer Chiefs    | Południowa Afryka | Premier Soccer League | 37    | 3      |
| 2014/15 | Kaizer Chiefs    | Południowa Afryka | Premier Soccer League | 30    | 4      |
| 2015/16 | Kaizer Chiefs    | Południowa Afryka | Premier Soccer League | 39    | 4      |
| 2016/17 | Kaizer Chiefs    | Południowa Afryka | Premier Soccer League | 29    | 8      |
| 2017/18 | Kaizer Chiefs    | Południowa Afryka | Premier Soccer League | 38    | 4      |
| 2018/19 | BB Erzurumspor   | Turcja            | Süper Lig             | 10    | 0      |

## Kariera reprezentacyjna
W reprezentacji RPA Tshabalala zadebiutował 14 stycznia 2006 w wygranym 2:1 towarzyskim spotkaniu z Egiptem. W tym samym roku zaliczył dwa mecze w Pucharze Narodów Afryki 2006: z Gwineą (0:2) i z Zambią (0:1). W 2008 roku został powołany przez Carlosa Alberto Parreirę do kadry na Puchar Narodów Afryki 2008. Tam wystąpił we dwóch spotkaniach: z Angolą (1:1) i z Senegalem (1:1). Pierwszą bramkę w kadrze narodowej strzelił 26 marca 2008 w sparingu z Paragwajem (3:0). W 2009 roku selekcjoner Joel Santana powołał go na Puchar Konfederacji 2009. W meczu otwarcia Mistrzostw Świata w Republice Południowej Afryki strzelił pierwszą bramkę turnieju w meczu przeciwko Meksykowi. Za tę bramkę dostał nominację do bramki roku FIFA.
| #  | Data                 | Miejsce                  | Rywal                        | Wynik | Końcowy Rezultat | Konkurencja                          |
| -- | -------------------- | ------------------------ | ---------------------------- | ----- | ---------------- | ------------------------------------ |
| 1  | 26 marca 2008        | Atteridgeville           | Paragwaj                     | 3–0   | 3–0              | Towarzyski                           |
| 2  | 11 października 2008 | Malabo, Gwinea Równikowa | Gwinea Równikowa             | 1–0   | 1–0              | Eliminacje do Mistrzostw Świata 2010 |
| 3  | 28 marca 2009        | Rustenburg, RPA          | Norwegia                     | 2–1   | 2–1              | Towarzyski                           |
| 4  | 27 stycznia 2010     | Durban, RPA              | Zimbabwe                     | 1–0   | 3–0              | Towarzyski                           |
| 5  | 31 marca 2010        | Asunción, Paragwaj       | Paragwaj                     | 1–1   | 1–1              | Towarzyski                           |
| 6  | 16 maja 2010         | Nelspruit, RPA           | Tajlandia                    | 1–0   | 4–0              | Towarzyski                           |
| 7  | 11 czerwca 2010      | Johannesburg, RPA        | Meksyk                       | 1–0   | 1–1              | Mistrzostwa Świata 2010              |
| 8  | 10 sierpnia 2011     | Johannesburg, RPA        | Burkina Faso                 | 2–0   | 3–0              | Towarzyski                           |
| 9  | 15 czerwca 2012      | Nelspruit, RPA           | Gabon                        | 1–0   | 3–0              | Towarzyski                           |
| 10 | 22 grudnia 2012      | Durban, RPA              | Malawi                       | 2–0   | 3–1              | Towarzyski                           |
| 11 | 8 czerwca 2013       | Yaounde, Kamerun         | Republika Środkowoafrykańska | 2-0   | 2-0              | Eliminacje do Mistrzostw Świata 2014 |